# Меса, Лиана
Лиана Меса Луасес (исп. Liana Mesa Luaces; род. 26 декабря 1977, Камагуэй, Куба) — кубинская волейболистка, нападающая и либеро. Бронзовый призёр олимпийских игр 2004, чемпионка мира 1998.

## Биография
Волейболом начала заниматься в Камагуэе и до 2011 года (с двумя перерывами) выступала за команду своего города в чемпионатах Кубы. В 1993 в составе юниорской сборной Кубы приняла участие в чемпионате мира среди девушек, а с 1997 выступала уже за национальную сборную страны, успев поиграть в легендарной команде «карибских брюнеток» 1990-х годов. В составе кубинской сборной дважды участвовала в Олимпийских играх («бронза» на Играх 2004), стала чемпионкой мира 1998, обладательницей Кубка мира 1999, чемпионкой Панамериканских игр 2007, двукратной обладательницей Панамериканского Кубка, призёром других международных соревнований мирового и континентального уровня. После Олимпиады-2008 завершила карьеру в сборной.
После победы на чемпионате мира 1998 решением Федерации волейбола Кубы спортсменка получила разрешение на выезд за границу и на протяжении двух сезонов выступала за итальянскую команду серии А2 «AGIL Воллей» из Новары, после чего вернулась на Кубу. В 2009—2010 Меса вторично выступала в зарубежном чемпионате — на это раз в Сербии за «Црвену Звезду», с которой выиграла «серебро» чемпионата и Кубка страны. С 2011 на протяжении 6 сезонов играла в Германии, за «Роте-Рабен» из Фильсбибурга, став в его составе 3-кратным призёром чемпионатов Германии. В 2018 году завершила игровую карьеру после сезона, проведённого в фарм-команде ВК «Роте-Рабен».      

### Клубная карьера
- до 1998 —  «Камагуэй»;
- 1998—2000 —  «AGIL Воллей» (Новара);
- 2000—2009 —  «Камагуэй»;
- 2009—2010 —  «Црвена Звезда» (Белград);
- 2010—2011 —  «Камагуэй»;
- 2011—2017 —  «Роте-Рабен» (Фильсбибург);
- 2017—2018 —  «Роте-Рабен»-2 (Фильсбибург)

## Игровые достижения

### Со сборной Кубы
- бронзовый призёр Олимпийских игр 2004.
- чемпионка мира 1998.
- победитель розыгрыша Кубка мира 1999.
- серебряный призёр Всемирного Кубка чемпионов 1997.
- серебряный (2008) и бронзовый (1998) призёр Мирового Гран-при.
- чемпионка Панамериканских игр 2007;
  - двукратный серебряный призёр Панамериканских игр — 1999, 2003.
- двукратный серебряный призёр чемпионатов NORCECA — 2001, 2003.
- 3-кратный победитель розыгрышей Панамериканского Кубка — 2002, 2004, 2007;
  - бронзовый призёр Панамериканского Кубка 2003.
- серебряный призёр Центральноамериканских и Карибских игр 2006.

### С клубами
Отсутствуют полные сведения о достижениях Месы в чемпионатах Кубы.
- серебряный призёр чемпионата Сербии 2009.
- серебряный призёр розыгрыша Кубка Сербии 2009.
- серебряный (2014) и двукратный бронзовый (2012, 2013) призёр чемпионатов Германии.
- победитель (2014) и серебряный призёр (2012) розыгрышей Кубка Германии.

### Индивидуальные
- 2014: MVP розыгрыша Кубка Германии.
- 2014: MVP чемпионата Германии.